# Velký Ořechov
Velký Ořechov je obec v okrese Zlín ve Zlínském kraji. Žije zde 734 obyvatel.

## Historie
První písemná zmínka o obci pochází z roku 1141.

## Obyvatelstvo
| Rok            | 1869 | 1880 | 1890 | 1900 | 1910 | 1921 | 1930 | 1950 | 1961 | 1970 | 1980 | 1991 | 2001 | 2011 | 2021 |
| -------------- | ---- | ---- | ---- | ---- | ---- | ---- | ---- | ---- | ---- | ---- | ---- | ---- | ---- | ---- | ---- |
| Počet obyvatel | 328  | 354  | 365  | 486  | 502  | 514  | 543  | 599  | 702  | 672  | 644  | 652  | 697  | 746  | 719  |
| Počet domů     | 64   | 74   | 76   | 87   | 87   | 90   | 103  | 127  | 144  | 150  | 160  | 178  | 193  | 203  | 223  |

## Obecní správa

### Obecní symboly
Název obce je odvozen od území porostlého ořeším. Ořech na znaku i vlajce je tedy takzvaným mluvícím znamením. Na pečeti jsou dvě ratolesti, které vyrůstají z obdélníkové nádoby nad nimi nápis SLP. V opisu text „Obec Welke Orzechowe 1581."
Znak a vlajku udělil Miloš Zeman, předseda Poslanecké sněmovny Parlamentu České republiky, dne 27. ledna 1997 (znak) a 17. října 1997 (vlajka).
Blason znaku:
V červeném štítě stříbrný snížený hrot se zeleným puklým ořechem, řapíkem nahoru, hrot je provázen dvěma stříbrnými liliemi.
Blason vlajky:
Červený list s bílým žerďovým a vlajícím klínem s vrcholy ve středu listu. V bílém žerďovém poli hnědý vlašský ořech s puklou zelenou slupkou. Poměr šířky k délce listu je 2:3.

## Pamětihodnosti
- Tvrz Velký Ořechov
- Kostel svatého Václava
- Socha svatého Jana Nepomuckého
- Socha svatého Josefa
- Boží muka
- Kříž
- Historická farní stodola[7]

## Osobnosti
- Dominik Ondřej I. hrabě z Kounic (1654– 1705) šlechtic, diplomat a státník ve službách Habsburků. Majitel Velkého Ořechova.
- August Benesch (1829–1911),  rakouský právník a politik, starosta Kroměříže.
- Jan Waněk (1842–1927), český amatérský archeolog, významná postava rané archeologie oblasti Kolínska a Kouřimska.
- Augustin Lužný (1867–1938), v letech 1896 až 1900 kaplanem místní farnosti.[8] Od roku 1916 členem Družiny literární a umělecké. Přítel kněží Karla Dostála-Lutinova a Dominika Pecky.[9]
- Antonín Šuránek (1902–1982), od 24. září 1950 do 11. července 1951 kaplanem místní farnosti. Od roku 1951 komunisty internován. Nositel titulu Služebník Boží.

## Galerie

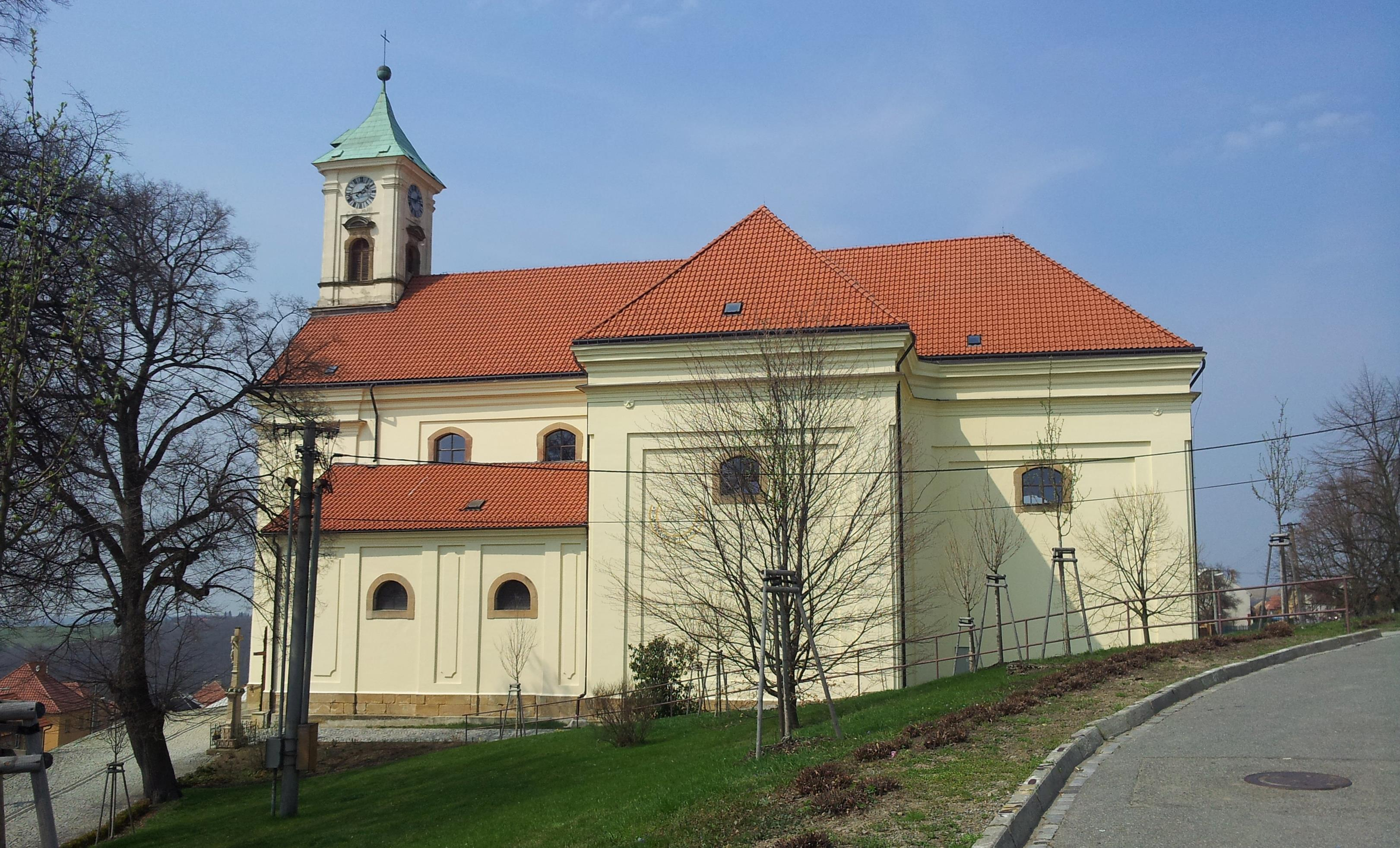
Kostel sv. Václava
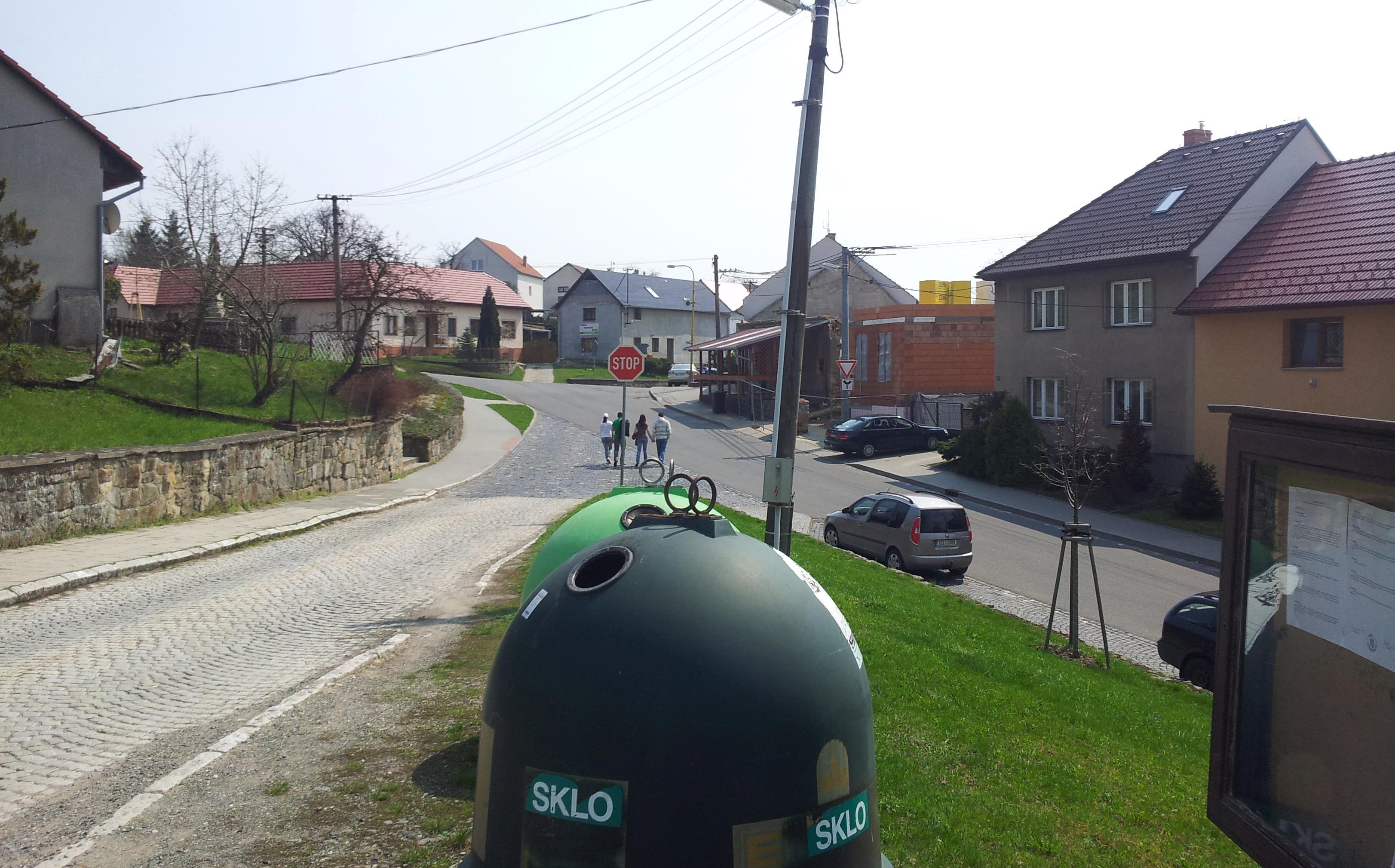
Střed obce
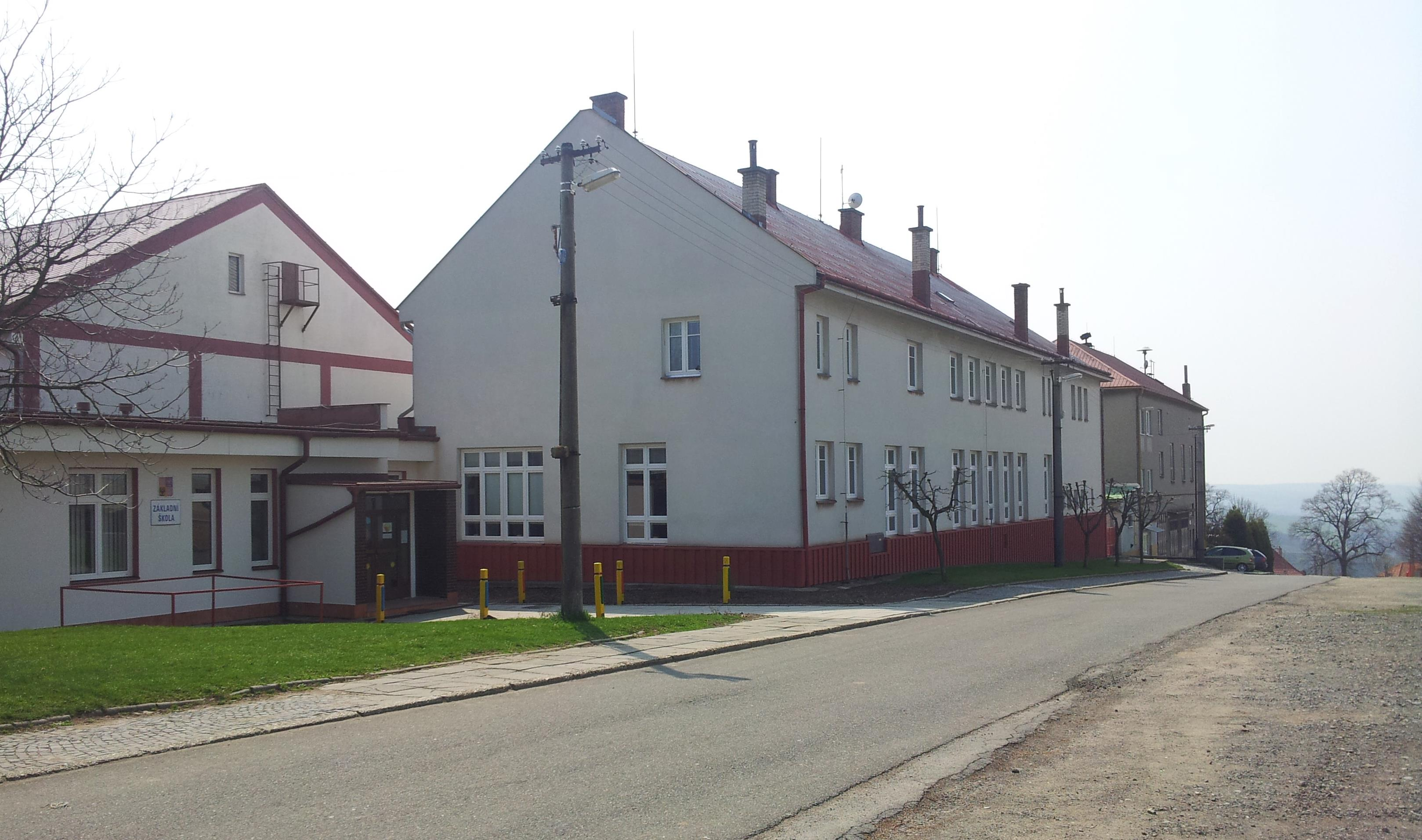
Škola
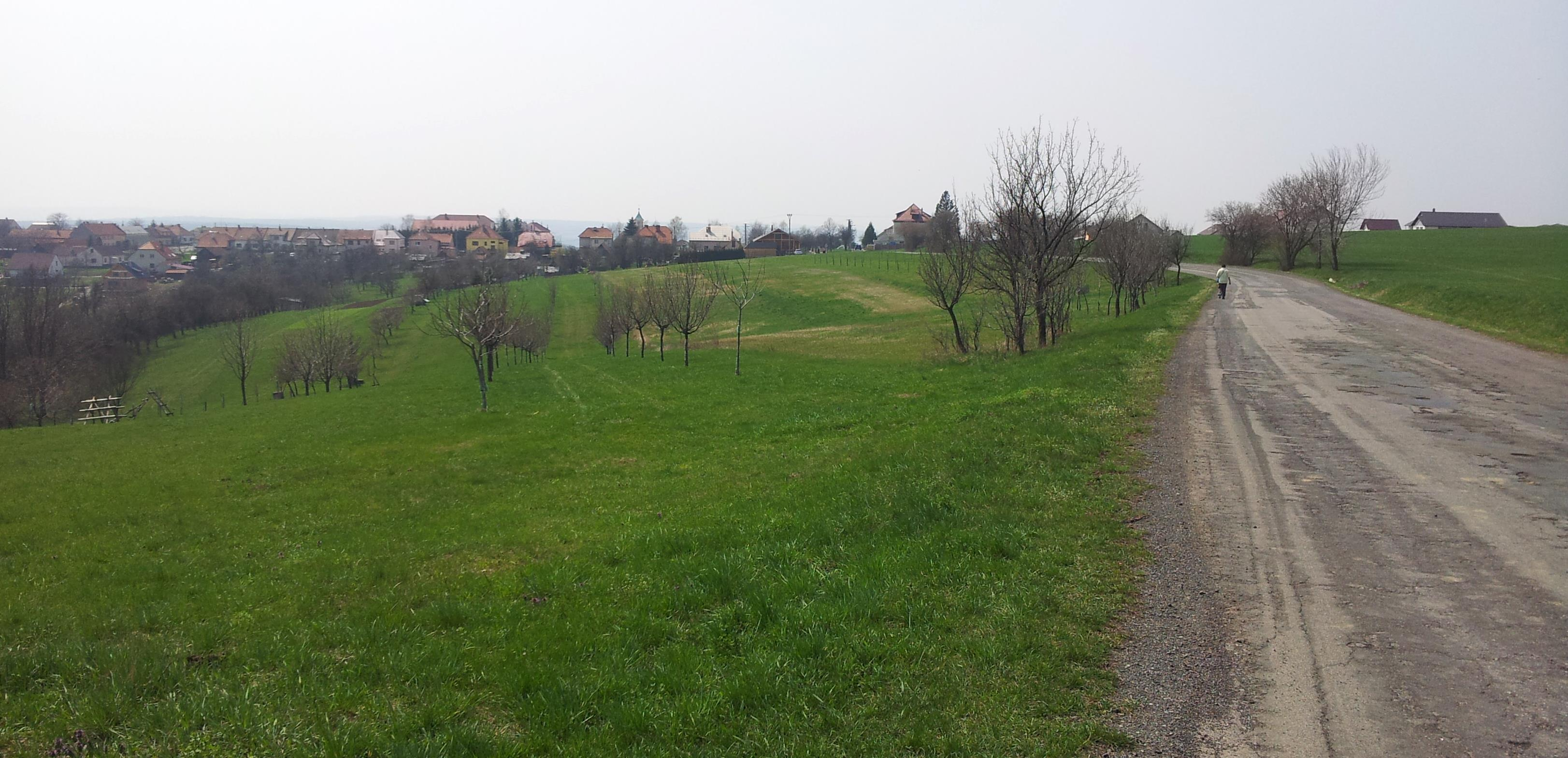
Silnice od Hřivínova Újezdu